# Zhu Wen (Militär)

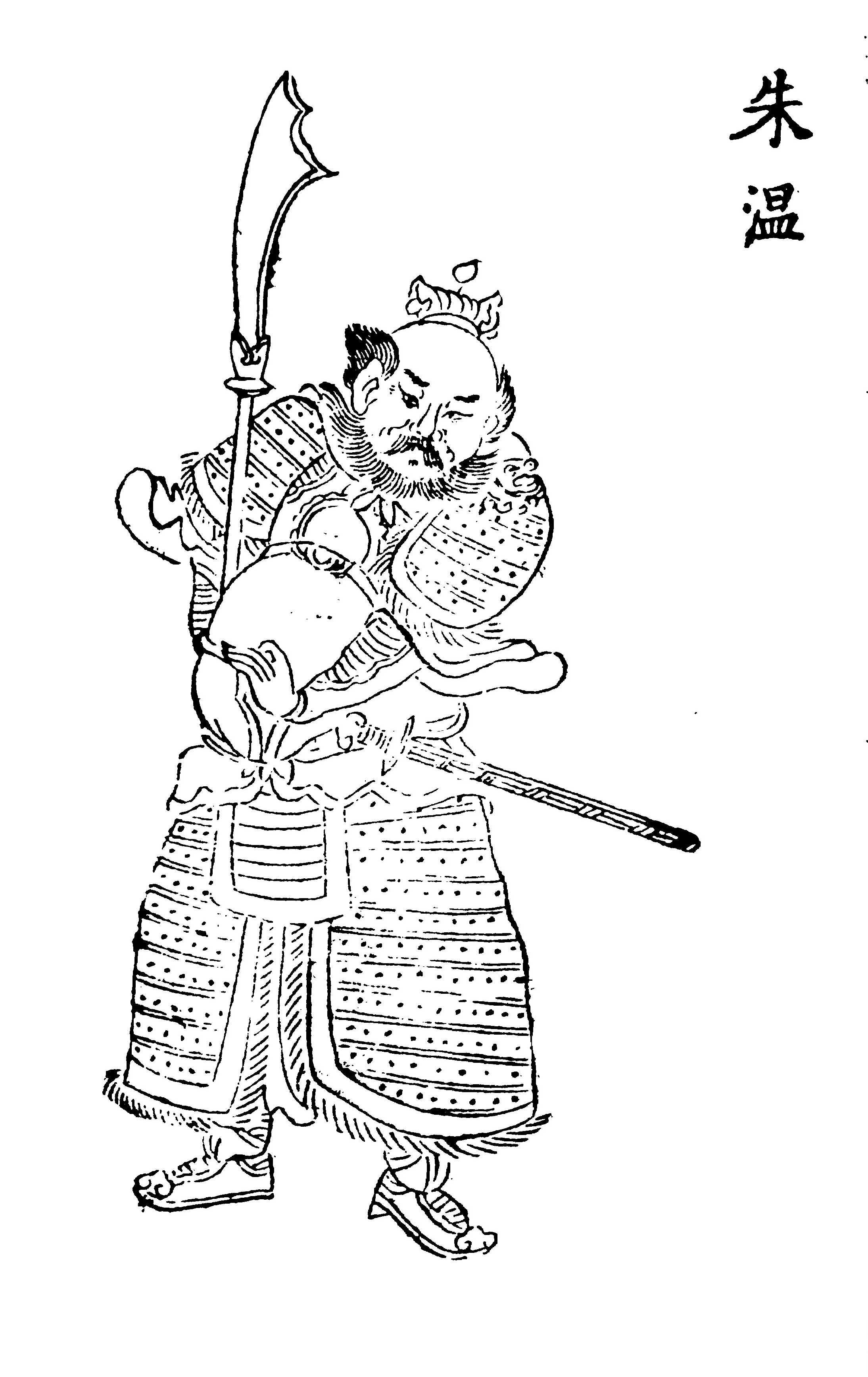
Zhu Wen

Zhu Wen (朱溫,  Zhū Wēn), auch Zhu Quanzhong (朱全忠,  Zhū  Quánzhōng) (* 852; † 912) war ein chinesischer Militär und als Kaiser Taizu (太祖,  Taìzǔ) der Begründer der Späteren Liang-Dynastie.
Zhu Wen war der Sohn eines Lehrers für konfuzianische Klassiker. Er beteiligte sich am Aufstand des Huang Chao, der die Tang-Dynastie in seiner Existenz bedrohte, und erreichte einen hohen militärischen Rang. Als sich die Niederlage Huang Chaos abzeichnete, wechselte er 882 auf die Seite des Kaisers Xizong, der ihn in den Rang eines Militärgouverneurs (jiedushi) erhob.
Im Jahre 904 ermordete er den Kaiser Zhaozong, setzte zur Legitimation dessen 13-jährigen Sohn Li Zhu als Kaiser Ai auf den Thron und übernahm selbst die Macht. Drei Jahre später setzte er Ai ab und proklamierte sich zum ersten Kaiser der (Späteren) Liang-Dynastie, der ersten der kurzlebigen Fünf Dynastien in Nordchina.